# گرده بلیج
گرده بلیج، روستایی است از توابع بخش سیلوانه و در شهرستان ارومیه استان آذربایجان غربی ایران. این روستا به عنوان یکی از قدیمی ترین روستا های ایران شناخته میشود، مردم این روستا به کشاورزی و دامپروری مشغول اند و به دلیل کمبود اب مورد نیاز کشاورزی، کاشت درختان میوه ارزوی دیرینه مردم است. 

## جمعیت
این روستا در دهستان ترگور قرار داشته و بر اساس سرشماری سال ۱۳۹۵ جمعیت آن ۱۴۵ نفر
بوده‌است.